# Иоанникий (Смирнов)
Ива́н Серге́евич Смирно́в (в монашестве Иоанни́кий; 23 июня 1888 — после 1931) — деятель обновленчества, один из лидеров «Свободной народной церкви» (1918—1922) в Пензе, глава «Свободной трудовой церкви» (1922—1928) в Москве.

## Биография
Родился 23 июня 1888 года в селе Некомарно (ныне не существует) Архангельской волости Юрьевского уезда Владимирской губернии в семье священника.
В 1902 году окончил Суздальское духовное училище и поступил во Владимирскую духовную семинарию. В июне 1903 года окончил первый класс Владимирской духовной семинарии и переведён во второй. В марте 1904 года уволен из семинарии по прошению.
С 1904 года — псаломщик Смоленской церкви Митрофаниевского погоста Шуйского уезда Владимирской губернии. 27 апреля 1905 года уволен за штат.
17 августа 1905 года псаломщик Иоанно-Богословской церкви села Захарово Меленковского уезда Владимирской губернии. 27 марта 1906 года выдержал испытание на звание учителя церковно-приходской школы. 1 марта 1907 года уволен за штат.
Перешёл в Томскую епархию. 7 июня 1908 года назначен псаломщиком Аннинской церкви села Александровского Каинского уезда Томской губернии.
Перешёл в Омскую епархию. 11 февраля 1909 года назначен псаломщиком Александро-Невской церкви села Александровского Старокарасукской волости Тюкалинского уезда.
26 декабря 1910 года рукоположён во диакона и оставлен при той же церкви.
14 мая 1911 года назначен диаконом Троицкой церкви при станции Омск Сибирской железной дороги. 22 июля 1911 года овдовел. 7 февраля 1912 года назначен диаконом Илиинской церкви города Омска.
17 апреля 1912 года принял монашество и назначен к Крестовой церкви Омского архиерейского дома.
С 1912 года слушатель миссионерских курсов в Казани, которые окончил 27 мая 1914 года с отличием.
С 1914 года — иеродиакон Омского Покровского мужского монастыря.
9 апреля 1915 года указом Святейшего синода допущен к испытаниям за полный курс духовной семинарии. Прошёл испытания при Казанской духовной семинарии и 6 мая 1915 года советом семинарии удостоен звания студента. В 1915 году поступил в Казанскую духовную академию. В июне 1918 года окончил третий курс Казанской духовной академии и был переведён на четвёртый.

### «Свободная народная церковь» в Пензе
Выехал в Пензу, где принял активное участие в деятельности отлучённого от Церкви архиепископа Владимира (Путяты). 22 июня 1918 года на требование епископа Пензенского Иоанна (Поммера) прекратить общение с Путятой ответил отказом. Будучи самым близким к Путяте человеком, играл одну из ведущих ролей в организованном им расколе. Именно Иоанникий был организатором массовых собраний верующих в помещении городского театра («Народного дома»), многократно выступал с проповедями на злобу дня. В «Очерках по истории русской церковной смуты» он характеризован так: «В возникшем „пензенском“ расколе иеромонах Иоанникий является центральной фигурой. Выступая на собраниях, произнося проповеди, издавая листок, являвшийся главным органом группы, о. Иоанникий, по его собственному выражению, вертелся, как бес перед заутреней, чтобы сохранить и упрочить раскольническую группировку. Он был (вместе со своим патроном) одним из первых церковников, нашедших путь в ГПУ. Политический донос был одним из главных методов этого „борца за обновление“».
13 августа 1918 года постановлением патриарха Тихона и Священного Синода Пензенскому епархиальному начальству было рекомендовано запретить Иоанникия в священнослужении, что и было исполнено. После получения указа о лишении Путяты сана стал призывать к разрыву с «князьями церкви, прогнившею, старорежимною, бюрократической церковью, возглавляемой притом безвольным Патриархом — игрушкой митрополитов Кирилла [Смирнова] и Арсения [Стадницкого]».
Продолжил служить с Путятой и был им возведён в сан архидиакона. Одновременно с осени 1918 года являлся инструктором Пензенского губернского статбюро. Тогда же снял монашеские обеты и вступил во второй брак. 16 июня 1920 года уволен из числа студентов Казанской духовной академии. В 1920 года рукоположен Путятой в сан священника, возведён в сан протоиерея и назначен настоятелем Спасского кафедрального собора Пензы.
В ноябре — декабре 1920 года возглавлял «Пензенский Епархиальный совет» Свободной народной Церкви. Одновременно был заведующим школьным подотделом Пензенского губернского наробраза, заведующий административно-хозяйственным отделом Пензенского губэвака, член президиума и заведующий культотделом Пензенского губернского отдела Союза советских работников.
Весной-летом 1921 года Совет, по-прежнему руководимый Смирновым, переименовал себя в «Исполнительный комитет» (в другой редакции: «Центральное Организационное бюро») Свободной Народной Церкви, что подразумевало превращение Пензы в центр широкого, в масштабах всей России, церковно-обновленческого движения.
5 июня 1921 года общее собрание членов «Православной Свободной Народной Церкви» постановило: «Просить своего духовного вождя любимого архипастыря Владимира принять немедленно меры к созданию собственной Иерархии, которая отвечала бы требованиям и заданиям Свободной Народной Церкви». При этом Иоанникию, как викарию Путяты, был усвоен титул «Инсарский». Выбор титула не вполне понятен, так как ни в Инсарском уезде, ни в самом городе Инсаре приходов у путятинцев не было.
В письме пензенского священника, датированном 26 ноября 1921 года сообщалось: «Хотя мысль о хиротонии Иоанникия как состоящего в браке и не встретила сочувствия у большинства путятинцев, тем не менее Путята и Смирнов пошли напролом, и 29 августа состоялась хиротония „протоиерея Иоанникия Смирнова, — как возгласил Путятинский протодиакон, — во епископа града Инсара“. Я был на этом кощунственном действе. Народу было немного: человек сто, большинство любопытных, пришедших посмотреть, как будет паясничать и дурака валять Путята. Выводил из алтаря Смирнова Вилкин, получивший по случаю такого „великого и радостного торжества“ набедренник. Чин хиротонии был, видимо, прорепетирован плохо, и поэтому участники этого богомерзкого торжества постоянно путали, вызывали невольные улыбки у православных и недовольство почитателей. Путята два раза срывался с кафедры, чтобы поправить протодиакона. По окончании хиротонии Путята пригласил всех возблагодарить Бога, удостоившего („нас“) дожить до такого великого, редкого и радостного торжества, и указал, чем вызвана была эта хиротония и какое значение она имеет».
О дальнейшем служении Иоанникия Смирнова он сообщил: «Они служат каждый праздник, чередуясь: один в соборе, другой — в Воскресенской церкви и наоборот. Иоанникий, может быть, из подражания обычаям древней Церкви или просто в отличие от правящего епископа свободной церкви вместо саккоса надевает фелонь и поверх её омофор. Этот новоиспечённый иерарх свободной церкви „бабий“ архиерей, как его многие называют, ходит с Тюрморезовой на базар за редькой и картошкой, вертит, не стесняясь, цигарку („собачью ножку“), ходит в брюках навыпуск»
27 мая 1922 года, в связи с арестом архиепископа Владимира, избран председателем Пензенского епархиального совета. 29 мая 1922 года объявил о вступлении в управление Пензенской епархией.
В июне 1922 года обратился в обновленческое ВЦУ с прошением утвердить состав Епархиального совета. Однако ВЦУ не признала Иоанникия епископом и в июле 1922 года назначилов Пензу архиепископа Леонида (Скобеева). Некоторое Иоанникий время помогал ему и являлся секретарём Пензенского епархиального управления. 19 июля 1922 года постановлением обновленческого ВЦУ ни в каких иерархических правах не признан, как не признан учреждённый им епархиальный совет.
24 июля 1922 года был арестован за «злоупотребление именем советской власти и дискредитирование таковой» и 11 августа того же года выслан в Москву в распоряжение ОГПУ. 11 августа 1922 года выслан в Москву. Вскоре освобождён и остался жить в Москве. В ноябре 1922 года того же года становится заведующим учётным подотделом акционерного общества «Хлебопродукт».

### «Свободная трудовая церковь» в Москве
Проживал в Москве, где идейно сблизился с поэтом-анархистом Александром Святогором, который несмотря на свои увлечение футуристической поэзией и левыми идеями, «не переставал быть религиозным человеком и вызывал всеобщее изумление своих товарищей тем, что тщательно соблюдал все православные обряды и говел несколько раз в год». В 1922 году Святогор решил коренным образом реформировать церковь. С этой целью в ноябре 1922 года была создана «Свободная трудовая церковь», главой которой стал Иоанникий Смирнов, тем не менее, Смирнов был скорее номинальным лидером, в то время как «подлинным основателем и вождем» был Святогор, который написал радикальную программу, провозгласив главной целью новой «Церкви» примирение религии с наукой (колокольни должны были быть обращены в обсерватории), борьбу с суевериями и предрассудками и примирение религии с социализмом.
20 марта 1923 года Смирнов избран председателем центрального комитета Свободной трудовой церкви. С 1923 года был настоятелем московской церкви Никола Красный Звон в Юшковом переулке. Это был единственный храм, бывший в наличии у данной группы. Как указывалось в книге «Очерки по истории русской церковной смуты»: «Литургия служилась здесь лишь изредка, 2-3 раза в неделю. Основным же было вечернее воскресное „богослужение“. „Епископ“ Иоанникий служил краткий молебен, а затем читал сочиненную им самим молитву за Советскую власть. Затем, сняв с себя облачение и рясу, он садился у свечного ящика. Святогор открывал собрание — и здесь начиналось нечто действительно любопытное, или, во всяком случае, необычное. Всякий, кто пожелает, мог войти на кафедру и произнести речь — и кто-кто здесь ни высказывался: поэты-футуристы, студенты, рабочие-самоучки, сектанты, анархисты, актёры, газетчики… „Прения“ затягивались до полуночи. После этого выступал Святогор с очередной сумбурной речью и в заключение читал свои последние стихи».
В 1926 году предпринял безуспешную попытку объединения с Всероссийским обновленческим Синодом.
С 1928 года работал бухгалтером московского домоуправления № 26 на Сретенке. Одновременно был почётным председателем приходского совета московской церкви Никола Красный Звон.
27 декабря 1928 года арестован. 8 февраля 1929 года постановлением Особого совещания при Коллегии ОГПУ приговорён к 3 годам концлагеря. Этапирован в Соловецкий лагерь. Срок отбыл. 28 ноября 1931 года постановлением Особого совещания при Коллегии ОГПУ приговорён к трём годам высылки в Северный край.
Дальнейшая судьба неизвестна.